# Saint Vincent i les Grenadines
Saint Vincent i les Grenadines o Sant Vicenç i les Granadines un país del Carib, a Amèrica, constituït per l'illa de Saint Vincent i per la meitat nord de la serralada de les Grenadines. Té límits marítims amb Saint Lucia, al nord-est, i amb Grenada, a sud-oest, i és un dels països més propers a Barbados. La capital és Kingstown.

## Etimologia
Cristòfor Colom, el primer europeu que va arribar a l'illa, li va posar el nom per Vicenç d'Osca la festa del qual era el dia que Colom la va veure per primera vegada (22 de gener de 1498). El nom de les Grenadines fa referència a la ciutat espanyola de Granada, però per diferenciar-la de l'illa del mateix nom, es va utilitzar el diminutiu. Abans de l'arribada dels espanyols, els indígenes Caribs que habitaven l'illa de Sant Vicenç l'anomenaven Youloumain, en honor a Youlouca, l'esperit dels arcs de Sant Martí, que creien que habitaven l'illa.

## Història
Els indígenes caribs van impedir agressivament la colonització europea en Saint Vincent fins al segle xviii. Tot i que els castellans van arribar a l'illa de Saint Vincent ja al segle xvi, no s'hi van assentar, ja que buscaven territoris més lucratius, tot i que van mantenir relacions comercials amb els caribs de la zona Tant els francesos com els britànics van acordar que l'illa de Saint Vincent havia de continuar sent lliure de la colonització europea perquè pertanyia als indígenes caribs. Posteriorment esclaus africans — nàufrags o fugits de Barbados, Saint Lucia i Grenada- van buscar refugi en Saint Vincent, o Hairouna com era anomenada originalment pels caribs — i es van barrejar amb els caribs autòctons, els seus descendents mestissos són coneguts com a "garifuna" o "caribs negres". Aquests es van mixtar amb les poblacions indígenes caribs (conegudes com a caribs grocs). De la unió d'afrodescendents o africans caribs grocs (que al seu temps eren una barreja de caribs amb arauacs sorgiria el poble garífuna, que té com a llengua materna el garífuna, que és una llengua arauaca.
Tot i que els anglesos ja havien intentat colonitzar l'illa anteriorment, a inicis de 1719, els colons francesos van començar a assentar-se a les dues illes, veïnes de les seves colònies de Martinica, Grenada i Santa Lucia per a cultivar-hi cafè, tabac, anil, cotó i sucre, a més de criar-hi ramats i cultivar-hi aliments per a les poblacions de les colònies franceses veïnes en les que aquests eren escassos, ja que eren destinades a la producció agroindustrial de canya de sucre. Aquests colons francesos convivien pacíficament amb els caribs grocs i negres tot i que al principi hi havia hagut conflictes, ja que els segons pensaven que els volien esclavitzar. Ja el 1722, quan Saint Vincent fou visitada per Nathaniel Uring, un anglès que va intentar assentar-hi una colònia, aquest va explicar que els caribs ja s'havien barrejat amb els africans, que ja hi havia dos grups políticament separats: els caribs grocs (o vermells) i els caribs negres i que uns quants ja parlaven francès.
En el Tractat d'Aix la Chapelle de 1748 es va reafirmar que Saint Vincent, Dominica, Santa Llúcia i Tobago eren illes neutrals.

### Imperi Britànic
El 1763, Saint Vincent va ser cedida a Gran Bretanya després de la Guerra dels Set Anys i del Tractat de París de 1763, en el que aquesta va adquirir drets sobre Saint Vincent, Dominica, Tobago, Granada i les Granadines i Guadalupe i Martinica passaren a formar part de l'Imperi Francès.
Restaurat el govern dels francesos en 1779, Saint Vincent va ser recuperada pels britànics sota el Tractat de París (1783) en què Gran Bretanya va reconèixer oficialment la independència estatunidenca. Tractats complementaris van ser signats també amb França i Espanya, coneguts com els Tractats de Versalles de 1783, en els que Saint Vincent tornà a passaar sota el control britànic.
En la majoria de textos anglesos de les dècades de 1760 i1770, els indígenes eren citats com a negres, cosa que podria indicar que ja hi havia pocs caribs grocs o que aquests estiguessin ja units als garífunes. En aquesta època, les relacions entre els britànics i els caribs negres van oscil·lar entre bones i dolentes, així com el control de l'illa no estava clar en mans de qui estava. Fou el 1772 quan hi va començar a haver conflicte armat, ja que els garífunes no acceptaven la usurpació del seu territori per part dels britànics. Després que els britànics rebessin ajuda de reforços provinents de Boston, van aconseguir firmar un tractat amb els garífunes en el que els prenien les seves terres excepte una petita part situada al nord-est de l'illa.
El conflicte entre els britànics i els caribs negres, liderats pel Cap Suprem Joseph Chatoyer, van continuar fins a la segona guerra carib de 1796. Més de 5.000 caribs negres van ser finalment deportats cap a Roatán, una illa davant de la costa d'Hondures.
Des de 1763 fins a la independència, Saint Vincent va passar a través de diverses fases de situació colonial sota els britànics. Una assemblea representativa va ser autoritzada en 1776, el govern de Colònia de la Corona instal·lada en 1877, un consell legislatiu creat en 1925 i un sufragi adult universal en 1951.

### Independència
Saint Vincent i les Grenadines es va independitzar del Regne Unit el 27 d'octubre de 1979.

## Política
Saint Vincent i les Grenadines és una democràcia parlamentària dins de la Commonwealth. El rei Carles III és el cap d'Estat i està representat a l'illa per un Governador General, un càrrec en la seva major part amb funcions cerimonials. El control del govern descansa en el Primer Ministre i el Gabinet. Hi ha una oposició parlamentària feta per la minoria més gran en les eleccions generals.

## Geografia

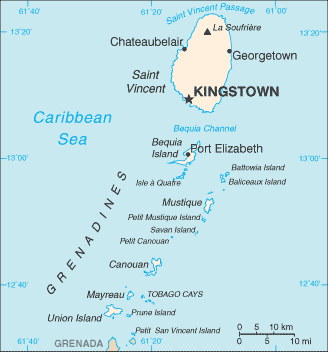
Mapa de Sant Vincent i les Grenadines.

Saint Vincent i les Grenadines es troba entre Saint Lucia i Grenada en les Illes de Sobrevent de les Antilles Menors, un arc insular del Mar Carib. Les illes de Saint Vincent i les Grenadines inclouen l'illa principal de Saint Vincent (344 km²) i les dues terceres parts de les Grenadines del nord (45 km²), una cadena de petites illes estirant-se cap al sud des de Saint Vincent fins a Grenada.

Un mapa de Sant Vicenç i les Grenadines

La capital de Sant Vicenç i les Grenadines és Kingstown, Saint Vincent. L'illa principal de Saint Vincent fa 26 km de llarg, 15 km d'amplada i 344 km². Des dels punts més septentrionals fins als més meridionals, les illes Granadines pertanyents a Saint Vincent abasten 60,4 km , amb una superfície combinada de 45 km², que són una cadena d'illes més petites que s'estenen al sud des de Saint Vincent fins a Granada. Hi ha 32 illes i cays que formen Saint Vincent i les Granadines (SVG). Nou estan habitades, incloses les illes continentals de Saint Vincent i les Granadines: Young Island, Bequia, Mustique, Canouan, Union Island, Mayreau, Petit St Vincent i Palm Island. Les illes deshabitades destacades de les Granadines són Petit Nevis, utilitzat pels baleners, i Petit Mustique, que va ser el centre d'una estafa immobiliària destacada a principis dels anys 2000.
L'illa de Saint Vincent és volcànica i molt boscosa i inclou un terreny poc pla. El costat de sobrevent de l'illa és molt rocós i costerut, mentre que el costat de sotavent té més platges i badies de sorra. El cim més alt de Saint Vincent és el volcà La Soufrière de 1234 m. Altres muntanyes importants de St Vincent són (de nord a sud) Richmond Peak, Mount Brisbane, Colonarie Mountain, Grand Bonhomme, Petit Bonhomme i Mount St Andrew.
Hi ha dues ecorregions terrestres: els boscos humits de les Illes de Barlovento i els boscos secs de les Antilles Menores. El 2019 tenia una puntuació mitjana de l'Índex d'Integritat del Paisatge Forestal de 6,95/10, cosa que el va situar en el lloc 61 a nivell mundial de 172 països.

## Demografia
| 1960   | 1961   | 1962   | 1963   | 1964   | 1965   | 1966   | 1967   | 1968   | 1969   | 1970   | 1971   | 1972   | 1973   | 1974   | 1975   | 1976   | 1977   | 1978   | 1979   | 1980    | 1981    | 1982    | 1983    | 1984    | 1985    | 1986    | 1987    | 1988    | 1989    | 1990    | 1991    | 1992    | 1993    | 1994    | 1995    | 1996    | 1997    | 1998    | 1999    | 2000    | 2001    | 2002    | 2003    | 2004    | 2005    | 2006    | 2007    | 2008    | 2009    | 2010    | 2011    | 2012    | 2013    | 2017    | 2023    |
| 80.948 | 82.144 | 83.206 | 84.167 | 85.076 | 85.972 | 86.860 | 87.736 | 88.615 | 89.518 | 90.457 | 91.440 | 92.465 | 93.516 | 94.572 | 95.614 | 96.639 | 97.649 | 98.634 | 99.589 | 100.506 | 101.378 | 102.202 | 102.985 | 103.742 | 104.477 | 105.197 | 105.892 | 106.533 | 107.081 | 107.509 | 107.811 | 108.001 | 108.097 | 108.129 | 108.122 | 108.078 | 108.001 | 107.923 | 107.879 | 107.897 | 107.989 | 108.150 | 108.353 | 108.562 | 108.749 | 108.908 | 109.045 | 109.158 | 109.249 | 109.316 | 109.357 | 109.373 | 109.373 | 109.897 | 100.804 |

La població estimada el 2021 era de 104.332 habitants. La composició ètnica era d'un 66% d'ascendència africana, 19% d'ascendència mixta, 6% d'Índies orientals, 4% d'europeus (principalment portuguesos), 2% de Kalinago i 3% d'altres. La majoria dels vicentins són descendents dels pobles d'Àfrica del centre-oest portats a l'illa per treballar a les plantacions. Hi ha altres grups ètnics com els portuguesos (de Madeira) i els indis orientals, tots dos portats per treballar a les plantacions després de l'abolició de l'esclavitud per part dels britànics que vivien a l'illa. També hi ha una població xinesa en creixement.

### Idiomes
L'anglès és la llengua oficial. La majoria dels vicentins parlen crioll vicentí. L'anglès s'utilitza a l'educació, el govern, la religió i altres dominis formals, mentre que el crioll (o dialecte com es fa referència localment) s'utilitza en situacions informals com ara a casa i entre amics.

### Religió

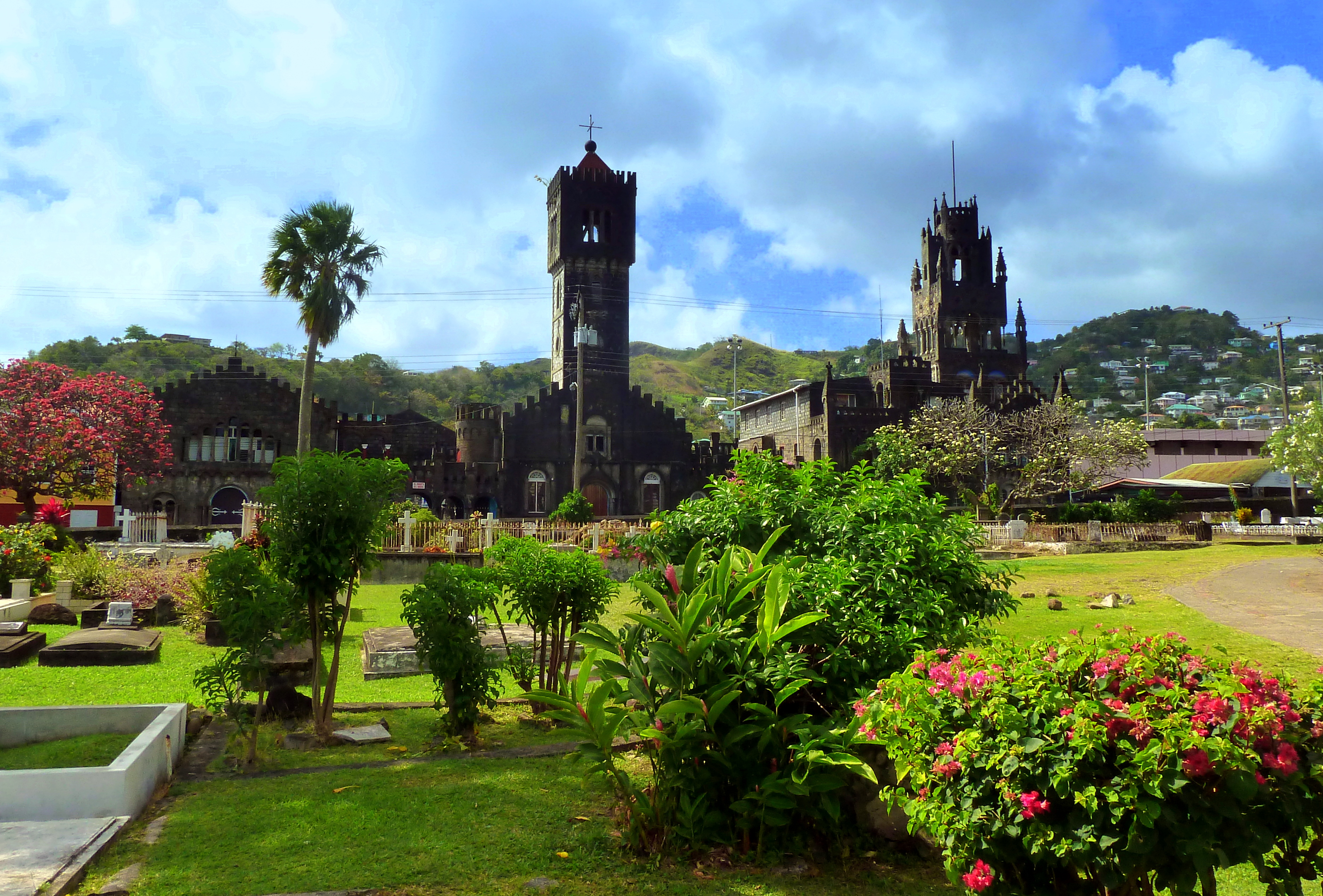
Catedral de l'Assumpció, Kingstown

Segons el cens de 2001, el 81,5 % de la població de Saint Vincent i les Grenadines s'identifica com a cristians, el 6,7 % té una altra religió i el 8,8 % no té religió o no declara una religió (1,5 %).
L'anglicanisme constitueix la categoria religiosa més nombrosa, amb un 17,8% de la població. Els pentecostals són el segon grup més gran (17,6%). El següent grup més gran són els metodistes (10,9% de la població), seguits pels adventistes del setè dia (10,2%) i els baptistes (10,0%). Altres cristians són els catòlics romans (7,5%), els evangèlics (2,8%), l'Església de Déu (2,5%), els germans cristians (1,3%), els testimonis de Jehovà (0,6%) i l'Exèrcit de Salvació (0,3%).
Entre 1991 i 2001 el nombre d'anglicans, germans, metodistes i catòlics romans va disminuir, mentre que el nombre de pentecostals, evangèlics i adventistes del setè dia va augmentar.
El nombre de no cristians és petit. Aquests grups religiosos són els rastafari (1,5% de la població), hindús i musulmans (1,5%).

## Clima
El clima és tropical humit amb una mitjana d'entre 18 i 31 °C depenent de l'altitud. Es tracta del clima monsònic i dels vents alisis en el litoral, que en aquest cas, i gràcies al seu relleu abrupte potencia l'efecte monsònic, per la qual cosa les precipitacions són molt més altes que la mitjana, entre els 4.000 i els 1.500 mm. San Vincent i les Grenadines es veuen afectades pels huracans que es generen en l'Atlàntic.